# Gorno Jelovce
Gorno Jelovce (makedonsky: Горно Јеловце, albánsky: Jalloc i Epërm) je vesnice v Severní Makedonii. Nachází se v opštině Gostivar v Položském regionu. 

## Demografie
Gorno Jelovce patřilo tradičně do regionu Gorno Reka díky lingvistice a kulturním zvyklostem. Bylo osídleno jak pravoslavným tak muslimským obyvatelstvem, mluvícím albánsky a současně i makedonsky. Podle jugoslávského sčítání lidu z roku 1953 zde žilo 253 Makedonců a jen 23 Albánců. V letech 1971-81 byla vesnice kompletně vylidněna. V roce 1994 zde ohlásili trvalý pobyt 2 lidé, oba makedonské národnosti.  
Podle sčítání lidu z roku 2021 zde žijí 4 obyvatelé makedonské národnosti.  